# Edward Hore
Edward Hore (* 17. November 1849 in London; † unbekannt) war ein britischer Segler.

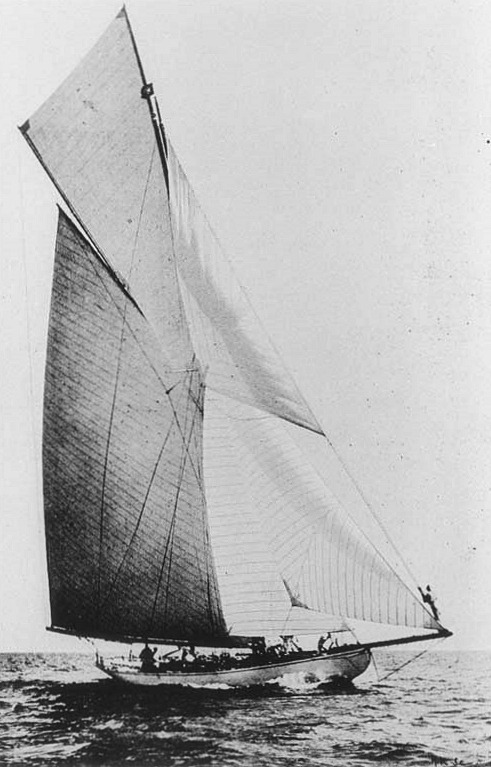
Yacht Laurea, Skipper: Edward Hore, Bronzemedaille 10–20 Tonnen Olympische Spiele 1900

3 bis 10 Tonnen Klasse, Olympische Spiele 1900

## Erfolge
Edward Hore, der für den Royal London Yacht Club segelte, nahm an den Olympischen Spielen 1900 in Paris teil, wo er in zwei Wettbewerben auf der Seine in Meulan-en-Yvelines antrat. In der Bootsklasse 3 bis 10 Tonnen verpasste er wegen Zollproblemen mit dem Boot die erste Wettfahrt, wurde in der zweiten Wettfahrt dafür aber Olympiasieger. Gemeinsam mit Harry Jefferson war er Crewmitglied der Bona Fide unter Skipper Howard Taylor. Mit seiner eigenen Yacht, der Laurea, erreichte er in der Bootsklasse 10 bis 20 Tonnen zudem hinter Émile Billard mit der Estérel und der Quand-même von Jean Decazes den dritten Platz.
Im Februar 1901 sank die Laurea bei Marseille während einer Regatta, nachdem sie nach dem Start einen Wellenbrecher gerammt hatte. Edward Hores Vater war Leutnant bei der Royal Navy.